# 1945 na Alemanha
Esta é uma cronologia dos fatos acontecimentos de ano 1945 na Alemanha.

## Eventos
- 30 de janeiro: O navio Wilhelm Gustloff, com mais de 10 mil alemães, principalmente civis de Gotenhafen (Gdynia) na Baía de Gdansk, é afundado pelo submarino soviético S-13 no Mar Báltico; provavelmente em torno de 9400 pessoas morreram - na maior perda da vidas em um único navio afundando em ação na história de guerra.
- 30 de março: Danzig é conquistada pelo Exército Vermelho.
- 22 de abril: O Exército Vermelho entra na cidade de Berlim.
- 30 de abril: Adolf Hitler comete suicídio no complexo subterrâneo de salas (Führerbunker) em Berlim.[1]
- 1 de maio: Após a morte de Hitler, milhares de nazistas e civis alemães se suicidam em Berlim.
- 2 de maio: A capital do Reich Alemão, Berlim, é capitulada.[1]
- 3 de maio: Os navios alemães Cap Arcona e Thielbek são afundados pelos bombardeiros britânicos.
- 7 a 9 de maio: O Exército alemão assina os termos da rendição incondicional, termina a participação das forças alemãs na guerra.[1]
- 5 de julho: O Partido Liberal Democrata da Alemanha (Liberal-Demokratischen Partei Deuschlands, LDPD) é fundado em Berlim.
- 13 de outubro: A União Social-Cristã (Christlich-Soziale Union) é fundada por Adam Stegerwald, na Baviera.

## Mortes
- Annelies Marie Frank, 12 de março de 1945, Bergen-Belsen, Alemanha